# Ipomoea horsfalliae
Ipomoea horsfalliae ist eine Pflanzenart aus der Gattung der Prunkwinden (Ipomoea) aus der Familie der Windengewächse (Convolvulaceae).

## Beschreibung
Ipomoea horsfalliae ist eine ausdauernde Kletterpflanze mit windenden, etwas holzigen und korkigen Stängeln. Die Blattspreite ist im Umriss kreisförmig, 5 bis 20 cm lang und bis über zur Hälfte bis zur Basis in fünf bis sieben (selten nur drei) Segmente geteilt. Das mittlere Segment ist meist länger als die anderen, eiförmig oder elliptisch an beiden Enden spitz zulaufend, die Spitze ist spitz bis abgestumpft und stachelspitzig. Die restlichen Segmente sind oval-lanzettlich bis linealisch. Alle sind ganzrandig, gezähnt oder gekerbt.
Die Blüten stehen in achselständigen wenig- bis mehrblütigen Zymen an 1,5 bis 14 cm langen Blütenstandsstielen. Die Blütenstiele sind etwa 1 cm lang, die Kelchblätter sind eiförmig, konkav und nahezu gleichförmig und 7 bis 10 mm lang. Die Krone ist leuchtend rot bis purpurn, tellerförmig und etwa 4 cm lang. Der Kronsaum ist fünflappig. Staubblätter und Griffel stehen über die Krone hinaus.

## Vorkommen und Verwendung
Die Art wächst in Wäldern höherer Höhenlagen. Sie wird in den Tropen als Zierpflanze kultiviert. Ihre ursprüngliche Heimat ist Jamaika, Guayana und Suriname.

## Systematik
Innerhalb der Gattung der Prunkwinden (Ipomoea) ist die Art in die Serie Eriospermum der Sektion Eriospermum in der gleichnamigen Untergattung Eriospermum eingeordnet.

## Belege